# China Open
Il China Open è un torneo di tennis riservato ad atleti professionisti di sesso sia maschile che femminile. La prima edizione del torneo prevedeva un tabellone esclusivamente maschile e venne disputata nel 1993, con la quale l'ATP tentò di sfondare sul mercato asiatico grazie alla creazione anche del Dubai Tennis Championships e il Qatar Open ATP. Nel 1998 venne sospeso fino al 2004, quando entrò a far parte anche del WTA Tour.
Le edizioni del 2020 e del 2021 non vengono disputate a causa della pandemia di COVID-19, mentre l'edizione 2022 del torneo femminile viene annullata in seguito alla decisione da parte della WTA di sospendere ogni torneo in Cina come risposta al caso della tennista Peng Shuai. Dal 2024 viene allargato il tabellone per via dell'aumento della durata del torneo a due settimane.
Nel maschile, il tennista ad aver vinto più volte il torneo è Novak Đoković che ha ottenuto il titolo nel 2009, 2010, 2012, 2013, 2014 e 2015; per quanto riguarda il femminile Serena Williams, Svetlana Kuznecova, Caroline Wozniacki e Agnieszka Radwańska condividono il primato con due vittorie ciascuna.

## Albo d'oro

### Maschile

#### Singolare
| Anno       | Campione                              | Finalista                             | Punteggio                             |
| ---------- | ------------------------------------- | ------------------------------------- | ------------------------------------- |
| 2024       | Carlos Alcaraz                        | Jannik Sinner                         | 6(6)–7, 6–4, 7–6(3)                   |
| 2023       | Jannik Sinner                         | Daniil Medvedev                       | 7–6(2), 7–6(2)                        |
| 2022       | Cancellato                            | Cancellato                            | Cancellato                            |
| 2021       | Annullato per pandemia di Coronavirus | Annullato per pandemia di Coronavirus | Annullato per pandemia di Coronavirus |
| 2020       | Annullato per pandemia di Coronavirus | Annullato per pandemia di Coronavirus | Annullato per pandemia di Coronavirus |
| 2019       | Dominic Thiem                         | Stefanos Tsitsipas                    | 3–6, 6–4, 6–1                         |
| 2018       | Nikoloz Basilašvili                   | Juan Martín del Potro                 | 6–4, 6–4                              |
| 2017       | Rafael Nadal (2)                      | Nick Kyrgios                          | 6–2, 6–1                              |
| 2016       | Andy Murray                           | Grigor Dimitrov                       | 6–4, 7–6(2)                           |
| 2015       | Novak Đoković (6)                     | Rafael Nadal                          | 6–2, 6–2                              |
| 2014       | Novak Đoković (5)                     | Tomáš Berdych                         | 6–0, 6–2                              |
| 2013       | Novak Đoković (4)                     | Rafael Nadal                          | 6–3, 6–4                              |
| 2012       | Novak Đoković (3)                     | Jo-Wilfried Tsonga                    | 7–6(4), 6–2                           |
| 2011       | Tomáš Berdych                         | Marin Čilić                           | 3–6, 6–4, 6–1                         |
| 2010       | Novak Đoković (2)                     | David Ferrer                          | 6–2, 6–4                              |
| 2009       | Novak Đoković (1)                     | Marin Čilić                           | 6–2, 7–6(4)                           |
| 2008       | Andy Roddick                          | Dudi Sela                             | 6–4, 6(6)–7, 6–3                      |
| 2007       | Fernando González                     | Tommy Robredo                         | 6–1, 3–6, 6–1                         |
| 2006       | Marcos Baghdatis                      | Mario Ančić                           | 6–4, 6–0                              |
| 2005       | Rafael Nadal (1)                      | Guillermo Coria                       | 5–7, 6–1, 6–2                         |
| 2004       | Marat Safin                           | Michail Južnyj                        | 7–6(4), 7–5                           |
| 2003- 1998 | Non disputato                         | Non disputato                         | Non disputato                         |
| 1997       | Jim Courier                           | Magnus Gustafsson                     | 7–6(10), 3–6, 6–3                     |
| 1996       | Greg Rusedski                         | Martin Damm                           | 7–6(5), 6–4                           |
| 1995       | Michael Chang (3)                     | Renzo Furlan                          | 7–5, 6–3                              |
| 1994       | Michael Chang (2)                     | Anders Järryd                         | 7–5, 7–5                              |
| 1993       | Michael Chang (1)                     | Greg Rusedski                         | 7–6(5), 6(6)–7, 6–4                   |

#### Doppio
| Anno       | Campioni                              | Finalisti                             | Punteggio                             |
| ---------- | ------------------------------------- | ------------------------------------- | ------------------------------------- |
| 2024       | Simone Bolelli Andrea Vavassori       | Harri Heliövaara Henry Patten         | 4–6, 6–3, [10–5]                      |
| 2023       | Ivan Dodig (2) Austin Krajicek        | Wesley Koolhof Neal Skupski           | 6(12)–7, 6–3, [10–5]                  |
| 2022       | Cancellato                            | Cancellato                            | Cancellato                            |
| 2021       | Annullato per pandemia di Coronavirus | Annullato per pandemia di Coronavirus | Annullato per pandemia di Coronavirus |
| 2020       | Annullato per pandemia di Coronavirus | Annullato per pandemia di Coronavirus | Annullato per pandemia di Coronavirus |
| 2019       | Ivan Dodig (1) Filip Polášek          | Łukasz Kubot Marcelo Melo             | 6–3, 7–6(4)                           |
| 2018       | Łukasz Kubot Marcelo Melo             | Oliver Marach Mate Pavić              | 6–1, 6–4                              |
| 2017       | Henri Kontinen John Peers             | John Isner Jack Sock                  | 6–3, 3–6, [10–7]                      |
| 2016       | Pablo Carreño Busta Rafael Nadal      | Jack Sock Bernard Tomić               | 6(6)–7, 6–2, [10–8]                   |
| 2015       | Vasek Pospisil Jack Sock              | Daniel Nestor Édouard Roger-Vasselin  | 3–6, 6–3, [10–6]                      |
| 2014       | Jean-Julien Rojer Horia Tecău (2)     | Julien Benneteau Vasek Pospisil       | 6(6)–7, 7–5, [10–5]                   |
| 2013       | Maks Mirny Horia Tecău (1)            | Fabio Fognini Andreas Seppi           | 6–4, 6–2                              |
| 2012       | Bob Bryan (3) Mike Bryan (3)          | Carlos Berlocq Denis Istomin          | 6–3, 6–2                              |
| 2011       | Michaël Llodra Nenad Zimonjić         | Robert Lindstedt Horia Tecău          | 7–6(2), 7–6(4)                        |
| 2010       | Bob Bryan (2) Mike Bryan (2)          | Mariusz Fyrstenberg Marcin Matkowski  | 6–1, 7–6(5)                           |
| 2009       | Bob Bryan (1) Mike Bryan (1)          | Mark Knowles Andy Roddick             | 6–4, 6–2                              |
| 2008       | Stephen Huss Ross Hutchins            | Ashley Fisher Bobby Reynolds          | 7–5, 6–4                              |
| 2007       | Rik De Voest Ashley Fisher            | Chris Haggard Lu Yen-hsun             | 6(3)–7, 6–0, [10–6]                   |
| 2006       | Mahesh Bhupathi (2) Mario Ančić       | Michael Berrer Kenneth Carlsen        | 6–4, 6–3                              |
| 2005       | Justin Gimelstob (2) Nathan Healey    | Dmitrij Tursunov Michail Južnyj       | 4–6, 6–3, 6–2                         |
| 2004       | Justin Gimelstob (1) Graydon Oliver   | Alex Bogomolov Jr. Taylor Dent        | 4–6, 6–4, 7–6(6)                      |
| 2003- 1998 | Non disputato                         | Non disputato                         | Non disputato                         |
| 1997       | Mahesh Bhupathi (1) Leander Paes      | Jim Courier Alex O'Brien              | 7–5, 7–6(7)                           |
| 1996       | Martin Damm Andrej Ol'chovskij        | Patrik Kühnen Gary Muller             | 6–4, 7–5                              |
| 1995       | Tommy Ho (2) Sébastien Lareau         | Dick Norman Fernon Wibier             | 7–6, 7–6                              |
| 1994       | Tommy Ho (1) Kent Kinnear             | David Adams Andrej Ol'chovskij        | 7–6, 6–3                              |
| 1993       | Paul Annacone Doug Flach              | Jacco Eltingh Paul Haarhuis           | 7–6, 6–3                              |

### Femminile

#### Singolare
| Anno        | Sede                                  | Categoria                             | Campionessa                           | Finalista                             | Punteggio                             |
| ----------- | ------------------------------------- | ------------------------------------- | ------------------------------------- | ------------------------------------- | ------------------------------------- |
| 1994        | Pechino                               | Tier IV                               | Yayuk Basuki                          | Kyōko Nagatsuka                       | 6–4, 6–2                              |
| 1995        | Pechino                               | Tier IV                               | Linda Wild                            | Wang Shi-ting                         | 7–5, 6–2                              |
| 1996        | Pechino                               | Tier IV                               | Wang Shi-ting                         | Chen Li Ling                          | 6–3, 6–4                              |
| 1997 - 1999 | Non disputato                         | Non disputato                         | Non disputato                         | Non disputato                         | Non disputato                         |
| 2000        | Shanghai                              | Tier II                               | Meghann Shaughnessy                   | Iroda Tulyaganova                     | 7–6(2), 7–5                           |
| 2001        | Shanghai                              | Tier II                               | Monica Seles                          | Nicole Pratt                          | 6–2, 6–3                              |
| 2002        | Shanghai                              | Tier II                               | Anna Smashnova                        | Anna Kurnikova                        | 6–2, 6–3                              |
| 2003        | Shanghai                              | Tier II                               | Elena Dement'eva                      | Chanda Rubin                          | 6–3, 7–6(6)                           |
| 2004        | Pechino                               | Tier II                               | Serena Williams (1)                   | Svetlana Kuznecova                    | 4–6, 7–5, 6–4                         |
| 2005        | Pechino                               | Tier II                               | Marija Kirilenko                      | Anna-Lena Grönefeld                   | 6–3, 6–4                              |
| 2006        | Pechino                               | Tier II                               | Svetlana Kuznecova (1)                | Amélie Mauresmo                       | 6–4, 6–0                              |
| 2007        | Pechino                               | Tier II                               | Ágnes Szávay                          | Jelena Janković                       | 6(7)–7, 7–5, 6–2                      |
| 2008        | Pechino                               | Tier II                               | Jelena Janković                       | Svetlana Kuznecova (2)                | 6–3, 6–2                              |
| 2009        | Pechino                               | Mandatory                             | Svetlana Kuznecova (2)                | Agnieszka Radwańska                   | 6–2, 6–4                              |
| 2010        | Pechino                               | Mandatory                             | Caroline Wozniacki (1)                | Vera Zvonarëva                        | 6–3, 3–6, 6–3                         |
| 2011        | Pechino                               | Mandatory                             | Agnieszka Radwańska (1)               | Andrea Petković                       | 7–5, 0–6, 6–4                         |
| 2012        | Pechino                               | Mandatory                             | Viktoryja Azaranka                    | Marija Šarapova                       | 6–3, 6–1                              |
| 2013        | Pechino                               | Mandatory                             | Serena Williams (2)                   | Jelena Janković (2)                   | 6–2, 6–2                              |
| 2014        | Pechino                               | Mandatory                             | Marija Šarapova                       | Petra Kvitová                         | 6–4, 2–6, 6–3                         |
| 2015        | Pechino                               | Mandatory                             | Garbiñe Muguruza                      | Timea Bacsinszky                      | 7–5, 6–4                              |
| 2016        | Pechino                               | Mandatory                             | Agnieszka Radwańska (2)               | Johanna Konta                         | 6–4, 6–2                              |
| 2017        | Pechino                               | Mandatory                             | Caroline Garcia                       | Simona Halep                          | 6–4, 7–6(3)                           |
| 2018        | Pechino                               | Mandatory                             | Caroline Wozniacki (2)                | Anastasija Sevastova                  | 6–3, 6–3                              |
| 2019        | Pechino                               | Mandatory                             | Naomi Ōsaka                           | Ashleigh Barty                        | 3–6, 6–3, 6–2                         |
| 2020 - 2021 | Annullato per pandemia di Coronavirus | Annullato per pandemia di Coronavirus | Annullato per pandemia di Coronavirus | Annullato per pandemia di Coronavirus | Annullato per pandemia di Coronavirus |
| 2022        | Cancellato                            | Cancellato                            | Cancellato                            | Cancellato                            | Cancellato                            |
| 2023        | Pechino                               | WTA 1000                              | Iga Świątek                           | Ljudmila Samsonova                    | 6–2, 6–2                              |
| 2024        | Pechino                               | WTA 1000                              | Coco Gauff                            | Karolína Muchová                      | 6-1, 6-3                              |

#### Doppio
| Anno        | Sede                                  | Categoria                             | Campionesse                                    | Finaliste                               | Punteggio                             |
| ----------- | ------------------------------------- | ------------------------------------- | ---------------------------------------------- | --------------------------------------- | ------------------------------------- |
| 1994        | Pechino                               | Tier IV                               | Chen Li Ling Li Fang                           | Kerry-Anne Guse Valda Lake              | 6–0, 6–2                              |
| 1995        | Pechino                               | Tier IV                               | Claudia Porwik Linda Wild                      | Stephanie Rottier Wang Shi-ting         | 6–1, 6–0                              |
| 1996        | Pechino                               | Tier IV                               | Naoko Kijimuta Miho Saeki                      | Yuko Hosoki Kazue Takuma                | 7–5, 6–4                              |
| 1997 - 1999 | Non disputato                         | Non disputato                         | Non disputato                                  | Non disputato                           | Non disputato                         |
| 2000        | Shanghai                              | Tier II                               | Lilia Osterloh Tamarine Tanasugarn             | Rita Grande Meghann Shaughnessy         | 7–5, 6–1                              |
| 2001        | Shanghai                              | Tier II                               | Liezel Huber Lenka Němečková                   | Evie Dominikovic Tamarine Tanasugarn    | 6–0, 7–5                              |
| 2002        | Shanghai                              | Tier II                               | Anna Kurnikova Janet Lee                       | Rika Fujiwara Ai Sugiyama               | 7–5, 6–3                              |
| 2003        | Shanghai                              | Tier II                               | Émilie Loit Nicole Pratt                       | Ai Sugiyama (2) Tamarine Tanasugarn     | 6–3, 6–3                              |
| 2004        | Pechino                               | Tier II                               | Emmanuelle Gagliardi Dinara Safina             | Gisela Dulko María Vento-Kabchi         | 6–4, 6–4                              |
| 2005        | Pechino                               | Tier II                               | Nuria Llagostera Vives María Vento-Kabchi      | Yan Zi Zheng Jie                        | 6–2, 6–4                              |
| 2006        | Pechino                               | Tier II                               | Virginia Ruano Pascual Paola Suárez            | Anna Čakvetadze Elena Vesnina           | 6–2, 6–4                              |
| 2007        | Pechino                               | Tier II                               | Chuang Chia-jung (1) Hsieh Su-wei (1)          | Han Xinyun Xu Yifan                     | 7–6(1), 6–3                           |
| 2008        | Pechino                               | Tier II                               | Anabel Medina Garrigues Caroline Wozniacki     | Han Xinyun (2) Xu Yifan (2)             | 6–1, 6–3                              |
| 2009        | Pechino                               | Mandatory                             | Hsieh Su-wei (2) Peng Shuai (1)                | Alla Kudrjavceva Ekaterina Makarova     | 6–3, 6–1                              |
| 2010        | Pechino                               | Mandatory                             | Vol'ha Havarcova Chuang Chia-jung (2)          | Gisela Dulko (2) Flavia Pennetta        | 6(2)–7, 6–1, [10–7]                   |
| 2011        | Pechino                               | Mandatory                             | Květa Peschke Katarina Srebotnik               | Gisela Dulko (3) Flavia Pennetta (2)    | 6–3, 6–4                              |
| 2012        | Pechino                               | Mandatory                             | Ekaterina Makarova Elena Vesnina               | Nuria Llagostera Vives Sania Mirza      | 7–5, 7–5                              |
| 2013        | Pechino                               | Mandatory                             | Cara Black Sania Mirza (1)                     | Vera Duševina Arantxa Parra Santonja    | 6–2, 6–2                              |
| 2014        | Pechino                               | Mandatory                             | Andrea Hlaváčková (1) Peng Shuai (2)           | Cara Black Sania Mirza (2)              | 6–4, 6–4                              |
| 2015        | Pechino                               | Mandatory                             | Martina Hingis (1) Sania Mirza (2)             | Chan Hao-ching Chan Yung-jan            | 6(9)–7, 6–1, [10–8]                   |
| 2016        | Pechino                               | Mandatory                             | Bethanie Mattek-Sands (1) Lucie Šafářová       | Caroline Garcia Kristina Mladenovic     | 6–4, 6–4                              |
| 2017        | Pechino                               | Mandatory                             | Chan Yung-jan Martina Hingis (2)               | Tímea Babos Andrea Hlaváčková           | 6–1, 6–4                              |
| 2018        | Pechino                               | Mandatory                             | Andrea Sestini Hlaváčková (2) Barbora Strýcová | Gabriela Dabrowski Xu Yifan (3)         | 4–6, 6–4, [10–8]                      |
| 2019        | Pechino                               | Mandatory                             | Sofia Kenin Bethanie Mattek-Sands (2)          | Jeļena Ostapenko Dajana Jastrems'ka     | 6–3, 6(5)–7, [10–7]                   |
| 2020 - 2021 | Annullato per pandemia di Coronavirus | Annullato per pandemia di Coronavirus | Annullato per pandemia di Coronavirus          | Annullato per pandemia di Coronavirus   | Annullato per pandemia di Coronavirus |
| 2022        | Cancellato                            | Cancellato                            | Cancellato                                     | Cancellato                              | Cancellato                            |
| 2023        | Pechino                               | WTA 1000                              | Marie Bouzková Sara Sorribes Tormo             | Chan Hao-ching (2) Giuliana Olmos       | 3–6, 6–0, [10–4]                      |
| 2024        | Pechino                               | WTA 1000                              | Sara Errani Jasmine Paolini                    | Chan Hao-ching (3) Veronika Kudermetova | 6-4, 6-4                              |